# Platina (manhwa)
Platina (플라티나?) è un manhwa del 2003 scritto e disegnato da Kim Yeon-joo.

## Trama
La giovane Auna si ritrova alle dipendenze della capricciosa principessa Vellotte, la quale come ringraziamento le dona una piccola volpe. Di notte, quest'ultima si trasforma però in un ragazzo: Vellotte lo aveva infatti punito con un sortilegio poiché tempo prima le aveva mancato di rispetto.

## Manhwa

### Volumi
| Nº | Data di prima pubblicazione | Data di prima pubblicazione | Data di prima pubblicazione | Data di prima pubblicazione |
| Nº | Coreano                     | Coreano                     | Italiano                    | Italiano                    |
| -- | --------------------------- | --------------------------- | --------------------------- | --------------------------- |
| 1  | 15 dicembre 2003            | ISBN 978-89-5-329207-9      | 29 maggio 2007              | ISBN 978-88-6-169032-5      |
| 2  | 30 aprile 2004              | ISBN 978-89-5-329208-6      | 17 luglio 2007              | ISBN 978-88-6-169033-2      |
| 3  | 30 ottobre 2004             | ISBN 978-89-2-630863-9      | 11 settembre 2007           | ISBN 978-88-6-169034-9      |
| 4  | 30 aprile 2005              | ISBN 978-89-2-631854-6      | 27 novembre 2007            | ISBN 978-88-6-169035-6      |
| 5  | 30 settembre 2005           | ISBN 978-89-5-328803-4      | 15 febbraio 2008            | ISBN 978-88-6-169036-3      |
| 6  | 30 marzo 2006               | ISBN 978-89-2-631894-2      | —                           | —                           |
| 7  | 28 agosto 2006              | ISBN 978-89-2-630864-6      | —                           | —                           |
| 8  | 31 marzo 2007               | ISBN 978-89-2-630865-3      | —                           | —                           |
| 9  | 30 agosto 2007              | ISBN 978-89-5-329706-7      | —                           | —                           |
| 10 | 29 febbraio 2008            | ISBN 978-89-5-328437-1      | —                           | —                           |
| 11 | 31 luglio 2008              | ISBN 978-89-2-631855-3      | —                           | —                           |
| 12 | 30 gennaio 2009             | ISBN 978-89-2-631895-9      | —                           | —                           |
| 13 | 31 luglio 2009              | ISBN 978-89-2-631670-2      | —                           | —                           |
| 14 | 26 febbraio 2010            | ISBN 978-89-2-630972-8      | —                           | —                           |